# Computerwelt (Album)
Computerwelt ist das achte Studioalbum der Band Kraftwerk. Es wurde als deutsche, englische, französische und japanische Version veröffentlicht. Die Singleauskopplung Taschenrechner hatte als einzige einen Text in der jeweiligen Landessprache. Das Album wird als richtungsweisend für die Elektronische Musik und die Genres Electro und Techno angesehen.

## Wissenswertes
Das Album wurde während eines vergleichsweise langen Zeitraums zwischen 1978 und 1981 im Kling-Klang-Studio in Düsseldorf aufgenommen. Das Studio wurde in dieser Zeit soweit modernisiert, dass die Aufnahmetechnik nahezu identisch mit der war, welche die Band mit auf Tournee nahm. Ralf Hütter fasste die Grundidee des Albums so zusammen: „Wir leben in einer Computerwelt, also machten wir ein Lied darüber“. In einigen Ländern verschickte die Plattenfirma Promo-Tonträger, an denen sich ein echter Taschenrechner befand, auf dem der Bandname und der Albumtitel standen. Diese Exemplare sind mittlerweile gesuchte Sammlerstücke.

## Musik und Texte

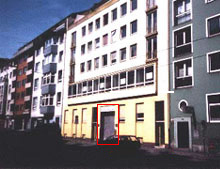
Das KlingKlang-Studio in Düsseldorf

Das Album beginnt mit dem Stück Computerwelt. Obwohl das Lied an Organisationen wie Interpol, das FBI oder Scotland Yard erinnert, wurde es zu einer Zeit veröffentlicht, als in Deutschland die RAF wiedererstarkte. Das Lied handelte vom möglichen Missbrauch von Computerdaten durch die Polizei vor dem Hintergrund einer Affäre um eine Zentraldatei beim BKA in Wiesbaden.
Im Gegensatz zu diesem Lied ist das zweite Stück Taschenrechner eher leicht und verspielt. Die Band setzte Samples von Taschenrechnern der Firmen Casio und Texas Instruments ein. Es wurde außer auf Deutsch auch auf Englisch, Französisch und Japanisch aufgenommen. Angeblich gab es auch Versionen in Polnisch und Spanisch, die allerdings nie offiziell veröffentlicht wurden.
In der italienischen Fernsehsendung Discoring spielte Kraftwerk 1981 das Stück in einer italienischen Fassung mit dem Titel Mini Calcolatore.
Das dritte Lied Nummern ist sehr rhythmusbetont, der verzerrte Gesang zählte in verschiedenen Sprachen wie Englisch, Deutsch, Russisch, Japanisch, Spanisch und Französisch von eins bis acht, weshalb dieses Stück später zur Eröffnung der Live-Auftritte als Countdown gespielt wurde. Es geht direkt in Computerwelt Pt. 2 über. Das darauf folgende Computer Liebe ist vergleichsweise ruhig und melancholisch gehalten, Band-Biograf Bussy bezeichnet es als „möglicherweise ersten Roboter-Blues“.
Das sechste Lied Heimcomputer wird mit seinen „abgefahren klingenden Soundsegmenten, dem synkopierenden elektronischen Rhythmus, über denen ein zweizeiliger Reim in verschiedenen Intervallen wiederholt wird“, als eines der prägenden Stücke für die elektronische Musik angesehen. Die ersten fünf Sekunden haben Ähnlichkeit mit dem Klang eines 1980 erschienenen Computerspiels namens Speak & Spell. Der französische Manager der Band Maxime Schmitt betonte später, dass diese Ähnlichkeit rein zufällig sei. Das letzte Stück It’s More Fun to Compute greift das Thema des vorhergehenden Stückes erneut auf. Der Text zeigt den ironischen Humor der Band, weil er mit Klängen verschiedener Flipperautomaten spielt.

## Gestaltung
Das gelb-schwarze Cover zeigt die verfremdeten Köpfe der vier Bandmitglieder auf einem Terminal. Auf der Rückseite sind vier Dummys der Musiker an ihren Konsolen postiert. Der Einleger zeigt die gleichen Dummys in Uniformen und mit Taschencomputern. Ralf Hütters Dummy hält eine Mini-Tastatur in der Hand, Schneider einen Rechner, Bartos' Dummy ein Stylophone und Flür arbeitet an einer Art Fernbedienung. Alle verwendeten Requisiten wurden von Wolfgang Flür entworfen und gebaut, die Fotos wurden in den KlingKlang-Studios aufgenommen. Für die Band und besonders Hütter waren Promotionsfotos verlorene Zeit, die sie besser im Tonstudio verbringen könnten. Aus diesem Grund entschlossen sie sich für den Einsatz der Dummys.

## Tournee
Nach der Veröffentlichung begann die Band die längste Tournee ihrer bisherigen Geschichte. Sie war nahezu militärisch präzise organisiert, die Band reiste in einem klimatisierten Nightliner. Es war die erste Welttournee der Band, während der sie innerhalb eines halben Jahres rund 90 Shows spielten, und die sie bis nach Australien, Japan, Indien und Osteuropa führte. Von Sony hatte Kraftwerk vier große Videobildschirme für die Bühne anfertigen lassen, auf denen sie während der Auftritte ihre Musikvideos zeigten. Bei den Auftritten standen die in schwarz gekleideten Musiker in einem Halbkreis, jeder vor sich eine Konsole und hinter sich einen der Videobildschirme, auf denen stets die gleichen Bilder synchron abliefen. Vor den Musikern standen fluoreszierende Schilder mit den Vornamen der Bandmitglieder. Die gesamte Anordnung sollte die Einheit der Band als „Mensch-Maschine“ ausdrücken, bei der keine Person und kein Element im Vordergrund stehen sollte. Alle Shows liefen nach dem gleichen Schema ab: Zunächst wurden die Besucher eine halbe Stunde lang von sanften elektronischen Klängen begrüßt, bevor eine Roboterstimme das Konzert ankündigte:

„Meine Damen und Herren, Ladies and Gentlemen, heute Abend aus Deutschland, die Mensch-Maschine – KRRRAFT-WERRRK“

Die Tour umfasste rund 90 Auftritte innerhalb eines halben Jahres und endete im Dezember 1981 in Utrecht.

## Titelliste
1. Computerwelt – 5:06
2. Taschenrechner – 5:04
3. Nummern – 3:20
4. Computerwelt, Pt. 2 – 3:11
5. Computer Liebe – 7:18
6. Heimcomputer – 6:19
7. It’s More Fun to Compute – 4:14

## Rezeption

### Kritiken
Das Album wird als eines der wichtigsten Alben der elektronischen Musik angesehen. Siggy Zielinski von Babyblaue Seiten klassifiziert die Stücke des Albums als „raffinierte, damals innovative Elektronik-Popsongs“ und hält das Stück Nummern für „eine wahre Techno-Orgie“. Für Ned Raggett von Allmusic zeigte Kraftwerk mit dem Album, dass sie auch zehn Jahre nach Bandgründung zu den Vorreitern des Genres gehören. Das Online-Magazin Leonard’s Lair hält das Album wegen seiner „sparsamen und klaren Produktion und der ihm innewohnenden Stimmung“ für zeitlos. Der Spiegel zeigte in einem zeitgenössischen Review aus dem Jahr 1981 wenig Begeisterung und schrieb, dass die „international renommierte Düsseldorfer Elektronik-Band ‚Kraftwerk‘ in banalen Popstückchen die Segnungen der ‚Computerwelt‘“ feiere.

### Chartplatzierungen
| ChartsChartplatzierungen       | Höchstplatzierung | Wochen |
| ------------------------------ | ----------------- | ------ |
| Deutschland (GfK)              | 7 (25 Wo.)        | 25     |
| Österreich (Ö3)                | 14 (8 Wo.)        | 8      |
| Vereinigte Staaten (Billboard) | 72 (42 Wo.)       | 42     |
| Vereinigtes Königreich (OCC)   | 15 (22 Wo.)       | 22     |

| ChartsJahrescharts (1981) | Platzierung |
| ------------------------- | ----------- |
| Deutschland (GfK)         | 47          |